# George Fernandes
George Fernandes (født i 3. juni 1930 i det nuværende Karnataka, død 29. januar 2019) var en indisk politiker. Fernandes var forsvarsminister i Indien i perioden 1998-2004.
Fernandes blev kendt i 1970'erne som fagforeningsleder indenfor jernbanerne. Under Indira Gandhis nationale undtagelsestilstand blev han kendt som modstander af regeringen og fængslet en periode. Ved regeringsskiftet i 1977 blev Fernandes udpeget til posten som landets industriminister. I sin ministertid lagde han en hård linje mod udenlandske virksomheder, hvilket fik virksomheder som Coca-Cola Company og IBM til at forlade Indien.
Ved valget i 1998 var Fernandes medlem af Samata Party og blev forsvarsminister i den BJP-ledede koalitionsregering, der kom til at sidde frem til 2004. Efter anklager om korruption indenfor forsvarsministeriet gik Fernandes af i februar 2001, men blev atter forsvarsminister blot få måneder senere. I 2003 slog Samata Party sig sammen med Janata Dal (U) under sidstnævntes navn og Fernandes blev leder af partiet. 

## Eksterne links
- Wikimedia Commons har flere filer relateret til George Fernandes
- George Fernandes: Rebel without a pause fra Gulf News (engelsk)

1. ↑  Navnet er anført på engelsk og stammer fra Wikidata hvor navnet endnu ikke findes på dansk.
2. ↑  Navnet er anført på engelsk og stammer fra Wikidata hvor navnet endnu ikke findes på dansk.
3. ↑  Navnet er anført på svensk og stammer fra Wikidata hvor navnet endnu ikke findes på dansk.
4. ↑  Navnet er anført på bokmål og stammer fra Wikidata hvor navnet endnu ikke findes på dansk.
5. ↑  Navnet er anført på svensk og stammer fra Wikidata hvor navnet endnu ikke findes på dansk.